# Títulos nobiliarios pontificios
Los títulos nobiliarios pontificios o provenientes de la llamada nobleza romana son los títulos nobiliarios otorgados por el sumo pontífice. Tradicionalmente, el papa los concedía a varones o mujeres extraordinariamente destacados en el servicio a la Iglesia, a la fe católica o al papado.
Los títulos pontificios son principados, ducados, marquesados, condados, vizcondados, baronías, señoríos, y los de caballero, noble y patricio.

## Historia
En 1746, el papa Benedicto XIV, a través de la bula Urbam Romam, decidió institucionalizar y organizar administrativamente a la nobleza pontificia con una lista de las familias que compondrían el llamado patriciado romano. El "elenco" romano estaba organizado jerárquicamente entre aquellos que era elegibles para la dignidad de patricio, el número de los miembros de la corporación, la forma de incorporación de otros nobles y el número de los "conscriptos" (en la Antigua Roma, nombre que se le daba a los padres o miembros del Senado). Se estableció la ilegalidad de arrogarse el rango, honor o privilegios de noble romano a un ciudadano cualquiera. Confeccionada con aquellos que habían ocupado los cargos de conservador de la Cámara Capitolina o prior de los Caporini y los sucesores de estos, la lista determinó que solo 187 eran las familias nobles romanas y de estas 60 los romanos conscriptos (es decir, pertenecientes a un número limitado elegido por su importancia en la historia de Roma o por su lealtad a la Iglesia). La familia del romano pontífice se integraban inmediatamente a la nobleza, mientras que para las familias excluidas, la bula determinó una forma de admisión: cuatro conscriptos y otros oficiales examinarían las cualidades y condiciones del postulante y su familia siendo requisito indispensable vivir permanentemente en Roma y presentar evidencia de nobleza de sangre por ambos lados por al menos 200 años. 
En 1853, las alteraciones producidas por algunos cambios en la corporación obligaron al papa Pío IX a dirigir un quirógrafo al presidente de la Comarca de Roma por el cual instituyó la Congregación Heráldica (Congregazione Araldica). Este colegio heráldico que se encargaba del gobierno de los títulos de nobleza estaba compuesto por el senador de Roma, cuatro conservadores de clase noble, cuatro escrutadores sorteado entre los conscriptos y de un Scriba Senatus, escogido también de entre los conscriptos. El papa decretó además que solo las familias principescas o ducales romanas formarían parte del alto registro de la nobleza y que, en caso de ausencia, el número de los 60 podría completarse con otros candidatos. Al año siguiente, el papa Pío IX publicó la lista de las llamadas familias principescas incorporando a miembros de la nueva burguesía como los Torlonia o los Grazioli. 
De acuerdo con el Concordato entre Italia y la Santa Sede del 1 de febrero de 1929 (uno de los tres tratados lateranenses que dieron creación al Estado pontificio y reconocieron la soberanía papal), la Constitución del Reino de Italia en su artículo 7 señalaba lo siguiente: "Italia admitirá el reconocimiento, mediante Decreto Real, de los títulos conferidos por el Sumo Pontífice, incluyendo aquellos después de 1870 y los conferidos a futuro". La alusión a 1870 se debía a que, a partir de este año, el Reino de Italia se había considerado sucesor legítimo de los Estados Pontificios y, en consecuencia, había reconocido títulos papales a través del Ministerio del Interior y la Presidencia del Consejo de Ministros. No obstante, aquellos títulos conferidos por el papa entre 1870 y 1925 eran desconocidos para el Estado italiano que solo en ese último año aceptó su uso con efectos restringidos. A partir de la celebración del Concordato, Italia se obligó a reconocer todos los títulos pontificios (incluyendo los de caballería y los honoríficos) sin importar el año de concesión. 
Con el advenimiento de la República, la Constitución italiana de 1947 abolió el reconocimiento de todo título de nobleza permitiendo solo el uso del predicato (denominación territorial de los antiguos títulos) en el nombre (XIV Disposición Transitoria). No obstante, en atención al Concordato, la Italia republicana reconoce los títulos de nobleza pontificios siendo estos los únicos actualmente válidos en territorio italiano. 

### Características
La mayoría de los títulos nobiliarios pontificios son vitalicios; es decir que se extinguen al fallecimiento del beneficiario. Sin embargo, también hay títulos hereditarios, los cuales tienen una sucesión que se ajusta al derecho pontificio y la Santa Sede se reserva la facultad de evaluar a los herederos.

## En España
En España, los títulos nobiliarios pontificios gozan del carácter de títulos nobiliarios extranjeros y para utilizarlos se necesita contar con una autorización del Ministerio de Justicia.
Entre 1854 y 1927 destacó una comunidad de nobles pontificios en Andalucía, región en donde se concedieron 33 títulos nobiliarios pontificios.

## Casos notables
En Chile dos personas recibieron el título nobiliario pontificios, los cuales fueron concedidos directamente a:
- Raimundo Larraín Covarrubias fue un agricultor y político que recibió el título de Duque de Santa Fe por la Iglesia Católica en 1912.
- Carlos Fernández Concha recibió el título pontificio de Conde.

En Argentina únicamente tres mujeres han tenido títulos nobiliarios pontificos. Así: 
- María de las Mercedes Castellanos de Anchorena, quien fue la primera mujer argentina distinguida como condesa pontificia, en los finales del siglo XIX.
- María de los Remedios Unzué de Alvear, quien recibió el título de condesa pontificia, en 1922 y luego marquesa pontifica, en 1934.
- De igual manera, Adelia María Harilaos de Olmos fue distinguida primero como condesa pontificia, en 1930 y luego como marquesa pontificia, en 1934.

En Bolivia solo un título pontificio fue concedido a una acaudalada y poderosa pareja debido a su labor con los huérfanos y pobres; Francisco de Argandoña y Revilla y Clotilde Urioste de Argandoña recibieron el título de príncipes pontificios (principado de La Glorieta) en 1898 otorgado por el papa León XIII.
En México no hubo nobles pontificios directamente, sino que fueron naturalizados a través de enlaces familiares de españoles en México y viceversa. Estos fueron: Marquesado de Gibaja (dado a Enrique Manuel de la Cuadra y Gibaja, hijo de propietarios españoles con inversiones en San Luis de Potosí, cuyo III Marqués, Enrique de la Cuadra e Irízar, se casó con la mexicana Beatriz Asúnsolo Rodríguez), Marquesado de Gómez de Barreda (la mexicana Martha Beristain y de Nancy se casaría con un miembro de la familia, Juan María Maestre Benjumea), Marquesado de San José de Serra (un miembro de está familia, Fernando Serra Pyckman, se casó con la mexicana Ana Rosalía Eizaguirre Darqui-Leguía).

## Títulos

### Principados y ducados romanos
| Familia                       | Título                                    | Creación                                                                                     | Actual titular                                                                     | Reconocimiento por el Estado italiano                                                                                              |
| ----------------------------- | ----------------------------------------- | -------------------------------------------------------------------------------------------- | ---------------------------------------------------------------------------------- | --- |
| Aldobrandini                  | Príncipe de Meldola                       | Principado creado en 1622 y ducado creado en 1603                                            | Camillo Aldobrandini, IV príncipe de Meldola                                       | Decreto ministerial de abril de 1904 a favor de Giuseppe Aldobrandini, II príncipe de Meldola                                      |
| Altemps                       | Duque de Gallese                          | Ducado creado en 1685                                                                        | Casa extinta en 1850                                                               | |
| Altieri                       | Príncipe de Oriolo y de Viano             | Principado creado en 1671                                                                    | Casa extinta en 1955                                                               | |
| Barberini                     | Príncipe de Palestrina                    | Principado de segunda fundación (1627) con reserva de sucesión especial                      | Benedetto Francesco Barberini                                                      | Carta patente real que reconoció como príncipe de Palestrina a Luigi Saccheti o Barberini (esposo de una hija del último poseedor) |
| Bonaparte                     | Príncipe de Canino y de Musignano         | Principados creado en 1814 y 1824 en favor de Luciano Bonaparte                              | Casa extinta en 1924                                                               | |
| Boncompagni-Ludovisi          | Príncipe de Piombino                      | Principado soberano creado en 1398 y anexado a Toscana en 1809                               | Paolo Boncompagni-Ludovisi-Rondinelli-Vitelli                                      | Decreto ministerial de 1900 en favor de Ugo Boncompagni-Ludovisi                                                                   |
| Boncompagni-Ludovisi-Ottoboni | Duque de Fiano                            | Ducado creado por el papa Alejandro VIII en 1690                                             | Casa extinta en 1909 aunque las pretensiones sobre el ducado pasaron a los Ruspoli | |
| Bonelli                       | Duque de Montanara y de Salci             | Ducado de Salci creado por el papa Pío V en 1568                                             | Casa extinta en 1897                                                               | |
| Borghese                      | Príncipe de Sulmona                       | Principado creado por Felipe III (como rey de Nápoles) en 1610                               | Scipione II Borghese, XIV príncipe de Sulmona                                      | Decreto ministerial de 1928 en favor de Livio Borghese                                                                             |
| Braschi                       | Duque de Nemi                             | Ducado creado por el papa Pío VI en 1786                                                     | Casa extinta en la línea masculina en 1923 pero vigente en España                  | |
| Caetani                       | Duque de Sermoneta                        | Ducado creado en 1501 por el papa Alejandro VI                                               | Casa extinta en 1961                                                               | Decreto ministerial de 1903 a favor de Onorato Caetani, XVI duque de Sermoneta                                                     |
| Caffarelli                    | Ducado de Assergi                         | Ducado creado en 1658                                                                        | Giovanni Negroni-Caffarelli, XIII duque de Assergi                                 | |
| Chigi-(Albani-della-Rovere)   | Principado de Farnese                     | Principado adquirido al duque de Parma y Piacenza en 1658                                    | Mario Chigi-Albani-della-Rovere, XI príncipe de Farnese                            | |
| Colonna di Paliano            | Duque y Príncipe de Paliano               | Ducado creado en 1556 por el papa Pablo IV                                                   | Marcantonio VIII Colonna, XIX duque de Paliano                                     | Decreto ministerial de 1911 a favor de Marcantonio VI Colonna, XV duque de Paliano                                                 |
| Corsini                       | Príncipe de Sismano y duque de Casigliano | Principado creado por el papa Clemente XII en 1730                                           | Duccio Corsini, X príncipe de Sismano                                              | Decreto ministerial de 1932 a favor de Andrea Carlo Corsini, VII príncipe de Sismano                                               |
| Del-Drago-(Biscia-Gentili)    | Príncipe de Mazzano y de Antuni           | Principado creado por el papa Gregorio XVI en 1832                                           | Clemente Del-Drago-Biscia-Gentili, V príncipe de Mazzano y de Antuni               | |
| Doria-Pamphily-Landi          | Príncipe de Melfi                         | Principado creado por el emperador Carlos V del Sacro Imperio Romano-Germánico en 1531       | Casa extinta en 2000                                                               | |
| Gabrielli                     | Príncipe de Prossedi                      | Creado por el papa Clemente XIII en 1762                                                     | Casa extinta en 1911                                                               | |
| Grazioli                      | Duque de Santa Groce di Magliano          | Ducado creado por Fernando II, rey de las Dos-Sicilias, en 1854                              |                                                                                    | |
| Lante-Della Rovere            | Duque de Lante-Della-Rovere               | Ducado creado por el papa Gregorio XVI en 1836 para compensar la venta del ducado de Bomarzo | Marcantonio Lante-Della-Rovere, VII duque Lante-Della-Rovere                       | |
| Massimo                       | Príncipe de Arsoli                        | Principado creado por el papa León XII en 1826                                               | Fabrizio Massimo, VII príncipe de Arsoli                                           | Decreto ministerial de 1904 a favor de Carlo Alberto Camillo X Massimo, III príncipe de Arsoli                                     |
| Massimo                       | Duque de Rignano                          | Ducado creado en 1820                                                                        | Casa extinta en 1907                                                               | Real carta patente de 1909 que permitió el uso en una hija del último poseedor                                                     |
| Montholon de Sémonville       | Príncipe de Umbriano del Precetto         | Principado creado por el papa Pío IX en 1847                                                 | Casa extinta                                                                       | Decreto ministerial de 1903 a favor de François de Montholon de Sémonville, III príncipe de Umbriano del Precetto                  |
| Sanmartino                    | Príncipe de Sanmartino Pardo              | Principado creado por el papa Nicolás V en 1448                                              | Francesco Sanmartín                                                                | Decreto por predicato a favor de Francesco Sanmartín Moreno por Giuseppe Petrosillo                                                |

### Patriciado romano
- Aldobrandini-Borghese
- Altemps
- Altieri
- Amadei
- Antamoro
- Antici-Mattei
- Antonelli
- Bandini-Giustianini
- Barberini-Dusa
- Barberini-Colonna
- Bernini
- Bolognetti-Cenci
- Bonaparte
- Boncompagni
- Boncompagni-Ludovisi
- Boncompagni-Ottoboni
- Bonelli
- Borghese
- Braschi
- Bufalini
- Caetani
- Caffarelli
- Capranica
- Capranica-Del-Grillo
- Gardelli
- Cavalleti
- Cesarini-Sforza
- Chigi
- Clarelli
- Colonna
- de Fonseca

### Principados pontificios
- Principado de Bassano
- Principado de Canino y Musignano
- Principado de Civitella Cesi
- Principado de la Fortuna
- Principado de La Glorieta
- Principado de Oriolo
- Principado de Ramírez de Arellano
- Principado de Viano
- Principado del Pardo

### Ducados pontificios
- Ducado de Chabot
- Ducado de Crillon
- Ducado de Cubas (1920-)
- Ducado de Galliera
- Ducado de Nemi
- Ducado de Pomar
- Ducado de Sanmartino
- Ducado de San Lorenzo Nuovo
- Ducado de Santa Fe

### Marquesados pontificios
- Marquesado de Aldama
- Marquesado de Amboage
- Marquesado de Angulo
- Marquesado de Argudin
- Marquesado de Ayala
- Marquesado de Bahamonde
- Marquesado de Balanzó
- Marquesado de Barron
- Marquesado de La Calle
- Marquesado de Camps
- Marquesado de Casa Arjona
- Marquesado de Casa Dalp
- Marquesado de Casa Icaza
- Marquesado de Casa León
- Marquesado de Casa López
- Marquesado de Casa Pinzón
- Marquesado Della Casello,en territorio de Cesena
- Marquesado de Cobo de la Torre
- Marquesado de Cubas (1885-1920)
- Marquesado de Dou
- Marquesado de Ezenarro
- Marquesado de Faria
- Marquesado de Francos
- Marquesado de Ferrer-Vidal
- Marquesado de Gadea-Orozco
- Marquesado de Galtero
- Marquesado de Gibaja
- Marquesado de Jaraquemada
- Marquesado de Jover
- Marquesado de Lacy
- Marquesado de La Torre
- Marquesado de López Bayo
- Marquesado de Maltrana
- Marquesado de Melgarejo de los Infantes
- Marquesado de Montsalud
- Marquesado de Moragas
- Marquesado de Murga
- Marquesado de Muñiz
- Marquesado de Olaso
- Marquesado de Oliva
- Marquesado de Olivart
- Marquesado Pacelli
- Marquesado de Padierna
- Marquesado de Pascual-Bofill
- Marquesado de Peralta
- Marquesado de Piñeyro
- Marquesado de Polavieja
- Marquesado de Potestad-Fornari
- Marquesado de Sagnier
- Marquesado de San Antonio
- Marquesado de San José de Serra
- Marquesado de San Juan
- Marquesado de San Marful
- Marquesado de San Miguel
- Marquesado de La Santa Sede
- Marquesado de Sancha
- Marquesado de Sanches de Baena
- Marquesado de Silva de Balboa
- Marquesado de Urrea
- Marquesado de Valero de Palma
- Marquesado de Vallefond
- Marquesado de Velázquez de Velasco

### Condados pontificios
- Condado de Aldama
- Condado de Almeida
- Condado de Armand
- Condado de Berenguer
- Condado de Castiglione della Gatta
- Condado de Castilfale
- Condado de Colacicchi
- Condado de Erice
- Condado de Falcón
- Condado de Ferreira de Riba d' Ave
- Condado de Fuentecilla
- Condado de Gonçalves Pereira
- Condado de Guerrero
- Condado de Giraldeli
- Condado de la Lastra
- Condado de Larios
- Condado de Lascoiti
- Condado de Lesser
- Conde de Llorente
- Condado de Marín
- Condado de Miguel
- Condado de O'Brien
- Condado de Osborne
- Condado de Pardo Bazán
- Condado de Portugal de Faria
- Condado de Ramírez de Arellano
- Condado de Ribas[5]
- Condado de Sant Llorens del Munt
- Condado de Sanmartino
- Condado de Sicart
- Condado de Turnes
- Condado de Urquijo
- Condado de Vidal
- Condado de Vilardaga

### Vizcondados pontificios
- Vizcondado de San Antonio (1913)

### Baronías pontificias
- Baronía de Bretanville
- Baronía de Goya-Borrás
- Baronia de Polesine

### Señoríos pontificios
- Señor del Feudo de Castiglione Della Gatta